# Harun Tekin
Harun Tekin (* 17. Juni 1989 in Menemen in der Provinz Izmir, Türkei) ist ein türkischer Fußballtorhüter, der seit August 2018 bei Fenerbahçe Istanbul unter Vertrag steht.

## Karriere

### Verein
Tekin kam in Menemen, einem Landkreis und gleichzeitig Stadtbezirk der westtürkischen Großstadtkommune Izmir, auf die Welt. Hier begann er 2002 in der Nachwuchsabteilung von Menemen Belediyespor, dem Sportverein von Tekins Heimat, mit dem Vereinsfußball.
Im Sommer 2007 wechselte er zum Istanbuler Drittligisten Güngören Belediyespor. Bei diesem Verein kam er in seiner ersten Saison als Ersatzkeeper in elf Spielen zum Einsatz. Mit seinem Verein beendete er die Saison als Play-off-Sieger und stieg in die TFF 1. Lig auf. In der zweiten türkischen Liga übernahm Tekin im Saisonverlauf den Stammtorhüterposten und absolvierte bis zum Saisonende 21 Ligaspiele. Da sein Verein aber den Klassenerhalt verfehlte, spielte Tekin ab dem Sommer 2009 wieder mit seinem Verein in der TFF 2. Lig. In der Saison 2009/10 konkurrierte er mit Orhan Altay um den Stammtorhüterposten und konnte etwa die Hälfte der Ligaspiele das Tor hüten. Mit seinem Verein gelang die Meisterschaft der Liga und dadurch der direkte Wiederaufstieg in die TFF 1. Lig.
Zur Saison 2010/11 unterschrieb Tekin einen Dreijahresvertrag beim amtierenden türkischen Meister Bursaspor. In seiner ersten Saison für diesen Verein blieb er hinter Dimitar Ivankov und Yavuz Özkan der dritte Torhüter im Kader und kam lediglich in einer Pokalbegegnung zum Einsatz. Mit seinem Verein beendete er die Saison als Tabellendritter und erreichte so die zweitbeste Erstligaplatzierung der Vereinsgeschichte. In der Saison 2011/12 blieb er ohne Pflichtspieleinsatz und erreichte mit seinem Verein das Finale im Türkischen Pokal. In der Saison 2012/13 stieg Tekin bei Bursaspor hinter Scott Carson zum zweiten Torhüter auf. In dieser Funktion hütete er in den meisten Pokalbegegnungen das Tor. Ab dem Start der Rückrunde verdrängte er auch allmählich Carson und hütete in sechs Ligaspielen das Tor. Nachdem Bursaspor im Sommer 2013 Sébastien Frey verpflichtete, verlor Tekin seinen Stammplatz an Frey. Nachdem bei Bursaspor der Cheftrainer Christoph Daum durch İrfan Buz ersetzt wurde, verdrängte Tekin unter diesem neuen Trainer Frey als Stammtorhüter. In der Saison 2014/15 entschied sich der neue Cheftrainer Şenol Güneş für Tekin als Stammtorhüter und gegen Frey.
Im August 2018 wechselte er während der Spielzeit 2018/19 zu Fenerbahçe Istanbul.

### Nationalmannschaft
Nachdem Tekin bei seinem Verein über längere Zeit zu überzeugen wusste, wurde er im November 2014 im Rahmen eines Qualifikationsspiels der Europameisterschaft 2016 vom Nationaltrainer Fatih Terim zum ersten Mal in seiner Karriere für das Aufgebot der türkischen Nationalmannschaft nominiert, aber nicht eingesetzt. Ohne ein Länderspiel wurde er als zweiter Ersatztorwart in das türkische Aufgebot für die Fußball-Europameisterschaft 2016 in Frankreich aufgenommen. Er kam allerdings auch dort nicht zu seinem ersten Einsatz.

## Erfolge
Mit Güngören Belediyespor
- Play-off-Sieger der TFF 2. Lig und Aufstieg in die TFF 1. Lig: 2007/08
- Meister der TFF 2. Lig und Aufstieg in die TFF 1. Lig: 2009/10